# Atletismo nos Jogos Pan-Americanos de 1955
A competição de atletismo nos Jogos Pan-Americanos de 1955 aconteceu na Cidade do México, México.

## Medalhistas

### Masculino
| Event                               | Ouro                                 | Ouro    | Prata                                           | Prata   | Bronze                                                                | Bronze      |
| ----------------------------------- | ------------------------------------ | ------- | ----------------------------------------------- | ------- | --------------------------------------------------------------------- | ----------- |
| 100 metros detalhes                 | Rod Richard · Estados Unidos         | 10.3    | Mike Agostini · Trindade e Tobago               | 10.4    | Willie Williams · Estados Unidos                                      | 10.4        |
| 200 metros detalhes                 | Rod Richard · Estados Unidos         | 20.94   | Charles Thomas · Estados Unidos                 | 21.42   | José Telles da Conceição · Brasil · Mike Agostini · Trindade e Tobago | 21.66 21.67 |
| 400 metros detalhes                 | Lou Jones · Estados Unidos           | 45.68   | Jim Lea · Estados Unidos                        | 45.78   | Jesse Mashburn · Estados Unidos                                       | 46.44       |
| 800 metros detalhes                 | Arnie Sowell · Estados Unidos        | 1:49.86 | Lon Spurrier · Estados Unidos                   | 1:50.51 | Ramón Sandoval · Chile                                                | 1:52.52     |
| 1500 metros detalhes                | Juan Miranda · Argentina             | 3:53.30 | Wes Santee · Estados Unidos                     | 3:53.44 | Fred Dwyer · Estados Unidos                                           | 3:56.04     |
| 5000 metros detalhes                | Osvaldo Suárez · Argentina           | 15:30.6 | Horace Ashenfelter · Estados Unidos             | 15:31.4 | Jaime Correa · Chile                                                  | 15:39.2     |
| 10000 metros detalhes               | Osvaldo Suárez · Argentina           | 32:42.6 | Vicente Sánchez · México                        | 33:00.4 | Jaime Correa · Chile                                                  | 33:42.6     |
| Maratona detalhes                   | Doroteo Flores · Guatemala           | 2:59:10 | Onésimo Rodríguez · México                      | 3:02:22 | Luis Valázquez · Guatemala                                            | 3:05:26     |
| 3000 metros com obstáculos detalhes | Guillermo Solá · Chile               | 9:46.8  | Santiago Novas · Chile                          | 9:50.4  | Eligio Galicia · México                                               | 9:54.2      |
| 110 metros com barreiras detalhes   | Jack Davis · Estados Unidos          | 14.44   | Keith Gardner · Federação das Índias Ocidentais | 14.74   | Evaristo Iglesias · Cuba                                              | 14.94       |
| 400 metros com barreiras detalhes   | Josh Culbreath · Estados Unidos      | 51.5    | Jaime Aparicio · Colômbia                       | 51.8    | Wilson Carneiro · Brasil                                              | 53.0        |
| Salto em altura detalhes            | Ernie Shelton · Estados Unidos       | 2.01    | Herman Wyatt · Estados Unidos                   | 2.01    | José Telles da Conceição · Brasil                                     | 1.91        |
| Salto com vara detalhes             | Bob Richards · Estados Unidos        | 4.50    | Bobby Smith · Estados Unidos                    | 4.30    | Don Laz · Estados Unidos                                              | 4.30        |
| Salto em distância detalhes         | Roslyn Range · Estados Unidos        | 8.03    | John Bennett · Estados Unidos                   | 8.01    | Ary de Sá · Brasil                                                    | 7.84        |
| Salto triplo detalhes               | Adhemar da Silva · Brasil            | 16.56   | Arnoldo Devonish · Venezuela                    | 16.13   | Víctor Hernández · Cuba                                               | 15.60       |
| Arremesso de peso detalhes          | Parry O'Brien · Estados Unidos       | 17.59   | Fortune Gordien · Estados Unidos                | 15.98   | Marty Engel · Estados Unidos                                          | 14.62       |
| Lançamento de disco detalhes        | Fortune Gordien · Estados Unidos     | 53.10   | Parry O'Brien · Estados Unidos                  | 51.07   | Hernán Haddad · Chile                                                 | 47.14       |
| Lançamento de martelo detalhes      | Bob Backus · Estados Unidos          | 54.91   | Marty Engel · Estados Unidos                    | 53.36   | Elvio Porta · Argentina                                               | 51.45       |
| Lançamento de dardo detalhes        | Franklin "Bud" Held · Estados Unidos | 69.77   | Ricardo Heber · Argentina                       | 66.15   | Reinaldo Oliver · Porto Rico                                          | 65.56       |
| Decatlo detalhes                    | Rafer Johnson · Estados Unidos       | 6994    | Bob Richards · Estados Unidos                   | 6886    | Hernán Figueroa · Chile                                               | 5740        |
| 4x100 metros detalhes               | Estados Unidos                       | 40.96   | Venezuela                                       | 41.36   | México                                                                | 41.94       |
| 4x400 metros detalhes               | Estados Unidos                       | 3:07.43 | Federação das Índias Ocidentais                 | 3:12.63 | Venezuela                                                             | 3:15.93     |

### Feminino
| Event                            | Ouro                              | Ouro  | Prata                             | Prata | Bronze                                | Bronze |
| -------------------------------- | --------------------------------- | ----- | --------------------------------- | ----- | ------------------------------------- | ------ |
| 60 metros detalhes               | Bertha Díaz · Cuba                | 7.5   | Isabelle Daniels · Estados Unidos | 7.6   | Mabel "Dolly" Landry · Estados Unidos | 7.6    |
| 100 metros detalhes              | Barbara Jones · Estados Unidos    | 11.90 | Mae Faggs · Estados Unidos        | 12.07 | María Luisa Castelli · Argentina      | 12.38  |
| 80 metros com barreiras detalhes | Eliana Gaete · Chile              | 11.7  | Bertha Díaz · Cuba                | 11.8  | Wanda dos Santos · Brasil             | 11.8   |
| Salto em altura detalhes         | Mildred McDaniel · Estados Unidos | 1.685 | Deyse de Castro · Brasil          | 1.59  | Verneeda Thomas · Estados Unidos      | 1.59   |
| Lançamento de disco detalhes     | Ingeborg Pfuller · Argentina      | 43.19 | Isabel Avellán · Argentina        | 40.06 | Alejandrina Herrera · Cuba            | 38.00  |
| Lançamento de dardo detalhes     | Karen Anderson · Estados Unidos   | 49.15 | Estrella Puente · Uruguai         | 43.43 | Amelia Wershoven · Estados Unidos     | 43.06  |
| 4x100 metros detalhes            | Estados Unidos                    | 47.12 | Argentina                         | 47.27 | Chile                                 | 49.49  |

## Quadro de medalhas
| Ordem | País                            | Medalha de ouro | Medalha de prata | Medalha de bronze | Total |
| ----- | ------------------------------- | --------------- | ---------------- | ----------------- | ----- |
| 1     | Estados Unidos                  | 20              | 14               | 8                 | 42    |
| 2     | Argentina                       | 4               | 3                | 2                 | 9     |
| 3     | Chile                           | 2               | 1                | 6                 | 9     |
| 4     | Brasil                          | 1               | 1                | 5                 | 7     |
| 5     | Cuba                            | 1               | 1                | 3                 | 5     |
| 6     | Guatemala                       | 1               | 0                | 1                 | 2     |
| 7     | México                          | 0               | 2                | 2                 | 4     |
| 8     | Venezuela                       | 0               | 2                | 1                 | 3     |
| 9     | Federação das Índias Ocidentais | 0               | 2                | 0                 | 2     |
| 10    | Trindade e Tobago               | 0               | 1                | 1                 | 2     |
| 11    | Uruguai                         | 0               | 1                | 0                 | 1     |
| 11    | Colômbia                        | 0               | 1                | 0                 | 1     |
| 13    | Porto Rico                      | 0               | 0                | 1                 | 1     |